# Arvada (Colorado)
A cidade de Arvada situa-se no meio do Condado de Jeffersone do Condado de Adams, no estado do Colorado nos Estados Unidos. A cidade fica a cerca de 11 quilômetros (7 milhas) a noroeste do capitólio do Colorado em Denver. Segundo uma estimação de 2005, Arvada tinha 103,966 habitantes, um aumento de 1.77% segundo o censo de 200.Arvada é a oitava cidade mais populosa do estado e a 241ª mais povoada dos Estados Unidos.

## Cidades Irmãs
- Mechelen, Bélgica
- Qyzylorda, Cazaquistão